# SG Motor Halle
Die SG Motor Halle ist ein deutscher Sportverein aus der Stadt Halle (Saale) und wurde 1950 als BSG Nagema Halle gegründet.

## Geschichte

### Gründung und erste Jahre
Am 3. März 1950 wurde die Betriebssportgemeinschaft BSG Nagema gegründet. Zum Vorsitzenden wurde Karl-Heinz Linnemann gewählt. Zu Beginn gab es 3 Trägerbetriebe und es wurden 7 Sportarten angeboten. 1951 wurde die BSG Nagema in BSG Stahl umbenannt und neuer Vorsitzender wurde Willi Hendrich. Die Anzahl der angebotenen Sportarten stieg zudem auf 12. Des Weiteren wurden am 10. Januar 1952 die BSG Stahl und die BSG Stahl Mitte zusammengelegt und vereinigten sich unter dem Namen BSG Motor-Ost. Über Trägerbetriebe und angebotene Sportarten ist hierbei jedoch nichts bekannt. Am 10. November 1953 wurde Henrichs von Gerhard Weiß abgelöst. Einer Erhöhung der Trägerbetriebe auf 4 standen nun nur noch 10 angebotene Sportarten gegenüber.
Eine weitere Fusion folgte am 26. Juli 1954, bei der die BSG Motor-Ost mit der BSG Motor Halle zusammengelegt wurde. Die neue Betriebssportgemeinschaft trug jetzt den Namen BSG Motor Albert Richter und neuer Vorsitzender wurde Otto Mönning. Allerdings fehlen auch hier Angaben zu Trägerbetrieben und angebotenen Sportarten. Die letzte Zusammenlegung fand am 9. März 1959 statt. Aus der BSG Motor Albert Richter und der BSG Motor Halle Mitte wurde nun die BSG Motor Halle. Am 21. Januar 1978 wurde der Vorstandsposten von Lothar Venediger übernommen. Über Trägerbetriebe ist nichts bekannt geblieben, während die Anzahl an angebotenen Sportarten konstant bei 10 blieb.
Im Zuge des politischen Umbruchs erfolgte 1990 die bisher finale Umbenennung in SG Motor Halle. Diese ging mit einer Umwandlung der Betriebssportgemeinschaft zu einem eingetragenen Verein einher. In diesem Jahr wurden 7 Sportarten angeboten, eine Anzahl, die sich bis 1998 auf 8 erhöhte.

### Frauenfußball
Die 1970 gegründete Frauenfußballabteilung war die einzige Sparte des Vereins, die zu Zeiten der DDR überregional in Erscheinung trat.

#### DDR-Bestenermittlung
Der größte sportliche Erfolg gelang dem Verein 1984. In Colditz und Grimma konnte die Damenmannschaft nach ihrer ersten Qualifikation für die Endrunde überhaupt direkt die erste und einzige (inoffizielle) DDR-Meisterschaft im Frauenfußball feiern. Den zweiten Titel verpassten die Hallenserinnen 1986, als sie der BSG Turbine Potsdam im Finale der DDR-Bestenermittlung mit 1:4 unterlagen.

#### NOFV-Frauen-Oberliga
Darüber hinaus nahmen die Motor-Damen auch an der in der Saison 1990/91 erstmals ausgespielten NOFV-Frauen-Oberliga teil. Mit fünf Siegen, vier Unentschieden, neun Niederlagen und einem Torverhältnis von 15:38 Toren belegte man dort den 6. Platz.

#### Nach der Wende
Auch nach der Wende blieb die Frauenfußballabteilung erhalten. Aktuell nimmt eine Damenmannschaft am Spielbetrieb auf Kreisebene teil. Juniorinnen-Mannschaften sind nicht gemeldet.